# Acanthocephalus goaensis
Acanthocephalus goaensis is een soort haakworm uit het geslacht Acanthocephalus. De worm behoort tot de familie Echinorhynchidae. Acanthocephalus goaensis werd in 1981 beschreven door Jain & Gupta.